# Maravilhas Contemporâneas
Maravilhas Contemporâneas é o segundo álbum de estúdio do cantor e compositor Luiz Melodia, lançado em 1976, pela Som Livre.

## Faixas
| N.º | Título                      | Duração |  |
| 1.  | "Congênito"                 |         |  |
| 2.  | "Maravilhas Contemporâneas" |         |  |
| 3.  | "Veleiro Azul"              |         |  |
| 4.  | "Juventude Transviada"      |         |  |
| 5.  | "Amor"                      |         |  |
| 6.  | "Baby Rose"                 |         |  |
| 7.  | "Questão de Posse"          |         |  |
| 8.  | "Memórias Modestas"         |         |  |
| 9.  | "Mary"                      |         |  |
| 10. | "Paquistão"                 |         |  |
| 11. | "Quando o Carnaval Chegou"  |         |  |

## Banda de Apoio
- Luiz Melodia - Vocal
- Perinho Santana - Guitarra e Sitar
- Fredera - Guitarra
- Jamil Joanes - Baixo
- Luiz Carlos Batera - Bateria
- Chico Batera - Percussão
- Maurício Einhorn - Harmônica
- Oberdan Magalhães - Arranjos